# آباکاروس
آباکاروس (نام علمی: Abacarus) نام یک سرده از فراراسته کنه‌شکلان است.